# ケーシー郡 (ケンタッキー州)
ケーシー郡（英: Casey County）は、アメリカ合衆国ケンタッキー州の中央部に位置する郡である。2010年国勢調査での人口は15,955人であり、2000年の15,447人から3.3%増加した。郡庁所在地はリバティ市（人口2,168人）であり、同郡で人口最大の都市でもある。ケーシー郡は1807年にリンカーン郡の西部が分離して設立され、郡名はアメリカ独立戦争の軍人であり、1779年に家族と共にケンタッキー州に入植した開拓者のウィリアム・ケーシー大佐（1754年-1816年）に因んで名付けられた。ノブズ地域にその全域が入っていることでは唯一の郡である。郡内では毎年「ケーシー郡リンゴ祭」が開催されている。ケーシー郡は郡内のどこにおいてもアルコール飲料の販売が禁止されている「ドライ郡」（禁酒郡）である。州内のアパラチア山脈地域に入っていると見なされる。

## 地理
アメリカ合衆国国勢調査局に拠れば、郡域全面積は445.73平方マイル (1,154.4 km2)であり、このうち陸地445.61平方マイル (1,154.1 km2)、水域は0.12平方マイル (0.31 km2)で水域率は0.03%である。郡内最高地点はグリーン川ノブであり、標高は1,789フィート (545 m) である。

### 隣接する郡
- ボイル郡 - 北
- リンカーン郡 - 北東
- プラスキ郡 - 南東
- ラッセル郡 - 南
- アデア郡 - 南西
- テイラー郡 - 西
- マリオン郡 - 北西

## 人口動態
以下は2000年国勢調査による人口統計データである。
| 基礎データ - 人口: 15,447人 - 世帯数: 6,260 世帯 - 家族数: 4,419 家族 - 人口密度: 14人/km2（35人/mi2） - 住居数: 7,242軒 - 住居密度: 6軒/km2（16軒/mi2） 人種別人口構成 - 白人: 98.30% - アフリカン・アメリカン: 0.33% - ネイティブ・アメリカン: 0.28% - アジア人: 0.06% - 太平洋諸島系: 0.05% - その他の人種: 0.31% - 混血: 0.66% - ヒスパニック・ラテン系: 1.28% 年齢別人口構成 - 18歳未満: 24.5% - 18-24歳: 8.2% - 25-44歳: 27.5% - 45-64歳: 24.7% - 65歳以上: 15.1% - 年齢の中央値: 38歳 - 性比（女性100人あたり男性の人口） - 総人口: 95.6 - 18歳以上: 92.6 | 世帯と家族（対世帯数） - 18歳未満の子供がいる: 31.0% - 結婚・同居している夫婦: 56.1% - 未婚・離婚・死別女性が世帯主: 10.8% - 非家族世帯: 29.4% - 単身世帯: 26.8% - 65歳以上の老人1人暮らし: 12.6% - 平均構成人数 - 世帯: 2.44人 - 家族: 2.94人 収入と家計 - 収入の中央値 - 世帯: 21,580米ドル - 家族: 27,044米ドル - 性別 - 男性: 22,283米ドル - 女性: 17,885米ドル - 人口1人あたり収入: 12,867米ドル - 貧困線以下 - 対人口: 25.5% - 対家族数: 20.7% - 18歳未満: 32.1% - 65歳以上: 29.6% |

## 都市と町
| - リバティ - 郡庁所在地 - ベセルリッジ - クレメンツビル | - ダンビル - ミドルバーグ - フィル |